# Мирослав Богосавац
Мирослав Богосавац (серб. Miroslav Bogosavac/Мирослав Богосавац, нар. 14 жовтня 1996, Сремська Митровиця) — сербський футболіст, захисник клубу «Чукарички».

## Клубна кар'єра
Народився 14 жовтня 1996 року в місті Сремська Митровиця. Вихованець футбольної школи клубу «Партизан», в якому займався з 12 років. У 2013 році підписав трирічний контракт зі столичною командою, а 14 серпня був відданий в оренду в «Телеоптик». За два роки зіграв за клуб 46 матчів і забив три голи. Влітку 2015 року повернувся в рідний клуб, і 25 липня дебютував в основному складі в мате проти «Ягодини». Втім вже у вересні знову відбув на правах оренди в «Телеоптик».
У стан «чорно-білих» Богосавац повернувся в кінці 2015 року і практично відразу закріпився в основному складі та регулярно виходив на поле під керівництвом нового тренера Івана Томича. Він зіграв 14 матчів у Суперлізі та ще чотири у Кубку, який виграв «Партизан». Але після звільнення Томича і приходу Марко Николича Богосавац втратив місце в команді і у лютому 2017 року він залишив «Партизан» і став гравцем клубу «Чукарички». У сезоні 2017/18 та 2018/19 був включений до символічної збірної Суперліги. Станом на 26 червня 2019 року відіграв за клуб 82 матчі в національному чемпіонаті.

## Виступи за збірні
Виступав у складі юнацької збірної Сербії, взяв участь у 6 іграх на юнацькому рівні.
Протягом 2017–2019 років залучався до складу молодіжної збірної Сербії. На молодіжному рівні зіграв у 13 офіційних матчах. У її складі поїхав на молодіжний чемпіонат Європи 2017 року у Польщі, а через два роки поїхав і на молодіжний чемпіонат Європи 2019 року в Італії, втім на обох турнірах серби не зуміли вийти з групи.
20 березня 2019 року дебютував в офіційних матчах у складі національної збірної Сербії в товариському поєдинку з Німеччиною, вийшовши у стартовому складі.

## Досягнення
- Володар Кубка Сербії: 2015/16